# Benicalaf
Benicalaf fue un lugar del municipio de Benavites, en el Valle de Segó (Valencia, España). Fue un municipio independiente hasta el 14 de abril de 1856, fecha en que se anexionó a Benavites. En la actualidad está totalmente despoblado y sólo subsiste en pie la iglesia de Santiago.

## Toponimia
El topónimo deriva probablemente del árabe banī Ḫalaf (en árabe: بني خلف‎), que significa «hijos de Jalaf».

## Historia
Benicalaf tuvo su origen en una alquería andalusí, según consta en el Llibre del Repartiment. El topónimo tiene probablemente el mismo origen que el del pueblo de Benicalap, actualmente un distrito de la ciudad de Valencia. En 1609 estaba habitado por ocho familias y, tras la expulsión de los moriscos, fue repoblado en 1612. Formaba parte de un señorío perteneciente al Hospital General de Valencia, y se constituyó en municipio independiente al abolirse los señoríos. Cavanilles lo cita como núcleo independiente en el siglo XVIII. Pascual Madoz daba en 1849 la siguiente descripción:

Lugar con ayuntamiento de la provincia de Valencia (3 1/4 leguas), partido judicial de Murviedro (1 1/4); Situado en la parte mas meridional del valle de Sego o Valletes de Sagunto, con libre ventilacion y clima sano [...] Tiene 37 casas de irregular construcción y en el centro una iglesia parroquial (Santiago) [...] El término confina por N. y O. con Sta. Coloma y Faura; S. Murviedro, y E. Canet; extendiéndose 1 1/4 de hora de N. á S. y 1/2 de E. á O. [...] Industria: la agrícola, 2 hornos de pan cocer y 2 molinos de aceite. Población: 41 vecinos, 130 almas. El presupuesto municipal asciende a 2,030 reales, que se cubre con arbitrios y reparto vecinal. En 1611 pertenecía á Doña Florinda Cruyllas el señorío de esta población.
Diccionario de Madoz

El 14 de abril de 1856 fue anexionado por Real Decreto al municipio de Benavites. La iglesia de Santiago siguió funcionando como iglesia hasta el año 1901. En la actualidad el ayuntamiento de Benavites estudia diversos proyectos para restaurar dicho templo y recuperar en cierto modo el patrimonio de Benicalaf.

## Patrimonio

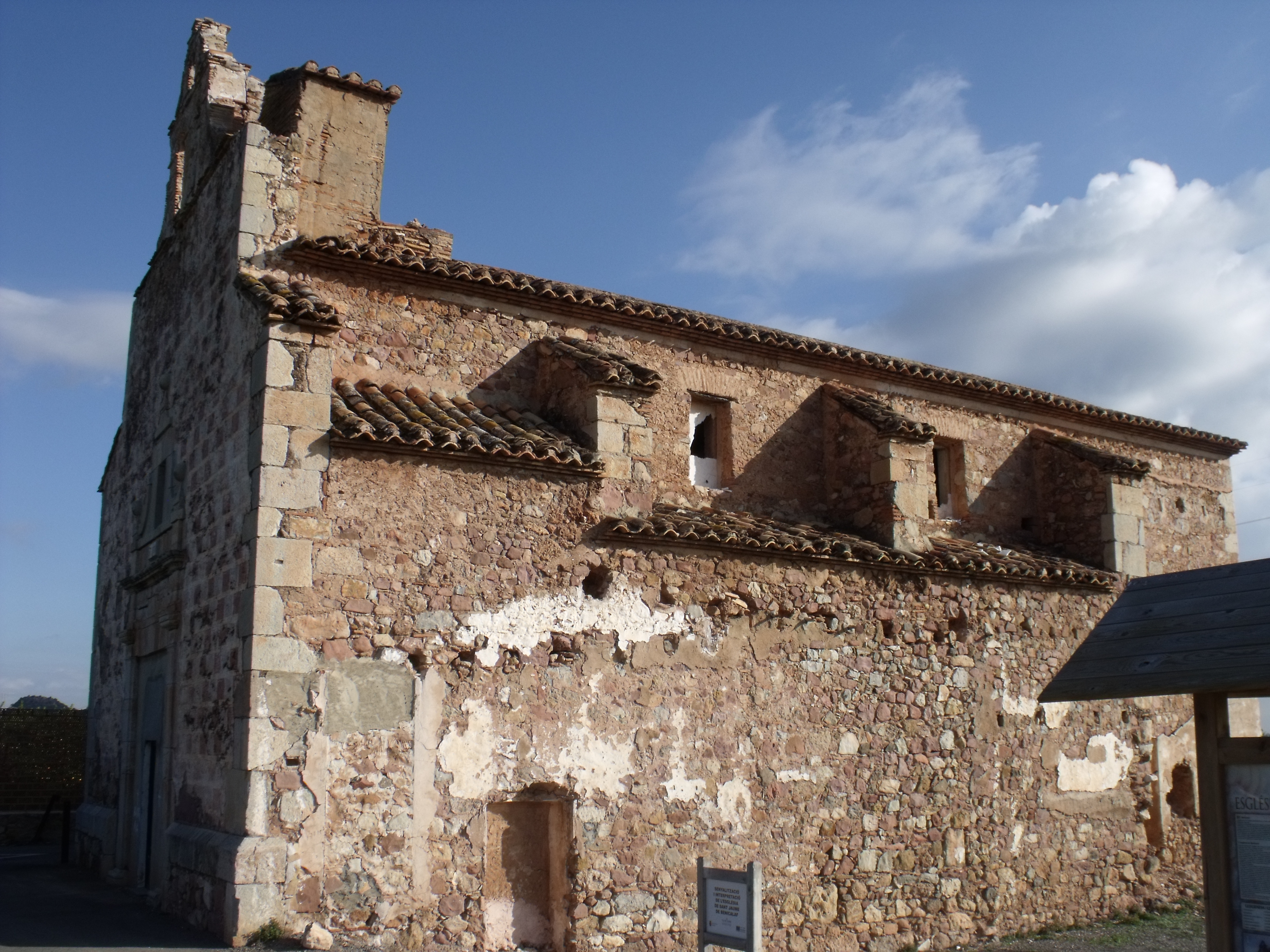
Iglesia de Santiago (de Sant Jaume).

- Iglesia de Santiago: Este edificio, edificado en el siglo XVIII, es el único vestigio que queda de dicho poblado.[1] Posee planta rectangular de una sola nave con capillas laterales. Se cubre con bóveda de medio cañón con lunetos y presenta una decoración interior realizada a base de frescos con escenas religiosas.[6] Del exterior destaca la portada de estilo manierista y la cubierta, a dos aguas. El templo está declarado Bien de Interés Cultural.[1]